# Кунио (Савона)
Кунио је насеље у Италији у округу Савона, региону Лигурија.
Према процени из 2011. у насељу је живело 47 становника. Насеље се налази на надморској висини од 328 м.